# 魅せられた夜
「魅せられた夜」（みせられたよる）は、日本の歌手である沢田研二の8枚目のシングルである。
1973年11月21日にポリドール・レコードより発売された。

## 収録曲
1. 魅せられた夜 - Mais Dans La Lumiere（2分52秒）
  - 作詞・作曲：ジャン・ルナール（フランス語版）／訳詞：安井かずみ／編曲：東海林修
2. 15の時（3分19秒）
  - 作詞：沢田研二／作曲：沢田研二／編曲：大野克夫

## 参加ミュージシャン
- ケニー・ウッド・オーケストラ